# 只見町
只見町（日语：／ Tadami machi */?）是位于福島縣南會津郡的一町，是福島最西端的町。

## 外部連結
- 官方网站 （日語）